# Ребиндер, Манфред
Манфред Ребиндер (нем. Manfred Rehbinder) — немецкий правовед, родился 22 марта 1935 года в Берлине.

## Биография
Рос в Данциге и Ганновере, с 1955 года изучал право в Свободном университете Берлина, который окончил в 1959 году. Сразу начал работать ассистентом на кафедре Эрнста Эдуарда Хирша (немецкий юрист и социолог права) на юридическом факультете этого же университета, где также начал изучение социологии, которое позже закончил в другом образовательном учреждении — Кельнском университете.
В 1961 году получил научную степень доктора права (продвижение) в Свободном университете Берлина. В следующем году получил диплом сравнительного права Международного факультета сравнительного права (Diplôme de Droit Comparé Faculté de Internationale de Droit Comparé) в Люксембурге.
В 1964 году составил Большой государственный юридический экзамен в Берлине. Хабилитировался в 1968 году в Свободном университете Берлина и приобрел право преподавать в высшей школе (venia legendi) для будущих специалистов по социологии права, хозяйственного права и трудового права.
В 1969-1973 годах Манфред Ребіндер действовал как гостевой доцент в университетах Фрайбурга, Анкары, Киото и руководитель исследовательского отдела и профессор Билефельдского университета. С 1972 по 2002 годы Манфред Ребиндер — ординарный профессор Цюрихского университета — преподавал трудовое право, авторское право, медиа право и социологию права. После ухода с должности в 2002 году Манфред Ребиндер осуществляет исследовательскую деятельность на посту научного директора Европейского Института юридической психологии (Цюрих).
С 1962 года профессор Манфред Ребиндер — автор большого количества трудов о жизни и деятельности основателя социологии права, выдающегося профессора Черновицкого университета Евгения Эрлиха.
27 марта 2017 года решением Ученого совета Черновицкого национального университета им. Юрия Федьковича профессору Манфреду Ребиндеру присвоено звание почетного доктора университета.

## Работы
- "Die öffentliche Aufgabe und rechtliche Verantwortlichkeit der Presse. Ein Beitrag zur Lehre von der Wahrnehmung berechtigter Interessen", Berlin 1962, zugl. Diss., FU Berlin.
- "Urheberrecht. Ein Studienbuch", 16. Aufl., München 2010. ISBN 978-3-406-59768-8
- "Rechtssoziologie", 8. Aufl., München 2014. ISBN 978-3-406-66846-3